# Кендремал
Кендремал (рум. Chendremal) — село у повіті Селаж в Румунії. Входить до складу комуни Зімбор.
Село розташоване на відстані 360 км на північний захід від Бухареста, 25 км на південний схід від Залеу, 36 км на північний захід від Клуж-Напоки.

## Населення
За даними перепису населення 2002 року у селі проживали 170 осіб.
Національний склад населення села:
| Національність | Кількість осіб | Відсоток |
| -------------- | -------------- | -------- |
| румуни         | 148            | 87,1%    |
| цигани         | 20             | 11,8%    |

Рідною мовою назвали:
| Мова      | Кількість осіб | Відсоток |
| --------- | -------------- | -------- |
| румунська | 150            | 88,2%    |
| циганська | 18             | 10,6%    |